# Drvenik Mali
Drvenik Mali (italienska: Zirona Piccola) är en ö i Kroatien. Den ligger i Split-Dalmatiens län, i den södra delen av landet, 260 km söder om huvudstaden Zagreb. Arean är 3,4 kvadratkilometer.
Terrängen på Drvenik Mali är platt. Öns högsta punkt är 67 meter över havet. Den sträcker sig 2,2 kilometer i nord-sydlig riktning, och 3,6 kilometer i öst-västlig riktning.